# باول أوبنهايم
باول أوبنهايم (بالألمانية: Paul Oppenheim)‏ هو كيميائي وفيلسوف ألماني، ولد في 17 يونيو 1885 في فرانكفورت في ألمانيا، وتوفي في 22 يونيو 1977.